# Сёстры (Самарская область)
 Сёстры  — поселок в Большечерниговском районе Самарской области в составе сельского поселения Петровский.

## География
Находится на расстоянии примерно 45 километров по прямой на запад-юго-запад от районного центра села Большая Черниговка.

## Население
Постоянное население составляло 190 человек в 2002 году (русские 79%) ,  147 в 2010 году.